# NGC 4789A
NGC 4789A è una galassia nana irregolare (IB(s)m) situata nella costellazione della Chioma di Berenice alla distanza di 18 milioni di anni luce dalla Terra.
La massa di stelle che la compongono è stimata in 2,5-3 x 108 masse solari.